# Claude Bérit-Débat
Claude Bérit-Débat, né le 19 février 1946 à Mirepeix (Basses-Pyrénées), est un homme politique français, membre du Parti socialiste.

## Biographie
Élu en 1989 au conseil municipal de Chancelade, Claude Bérit-Débat en est le maire de 1992 à 2009, poste dont il démissionne en raison du non-cumul des mandats, tout en restant conseiller (il est réélu en mars 2014).
Il est élu sénateur de la Dordogne le 21 septembre 2008, en battant le sénateur UMP sortant, Dominique Mortemousque. Il est réélu avec plus de 55 % des voix lors de l'élection sénatoriale de septembre 2014.
Claude Bérit-Débat a passé une grande partie de sa carrière professionnelle au sein de la Chambre de commerce et d'industrie de Périgueux. Conseiller en entreprise (1973-1986), puis responsable du service « commerce et hôtellerie » (1986-1990), il termine sa carrière comme directeur du parc des expositions du Périgord, de 1990 à 2003.

## Synthèse des mandats
- Sénateur de la Dordogne du 21 septembre 2008 au 27 septembre 2020.
- Président de la communauté d'agglomération périgourdine du 18 mars 2001 au 31 décembre 2013.
- Président du Grand Périgueux du 1er janvier 2014 au 18 avril 2014.
- Maire de Chancelade de 1992 à 2009.
- Conseiller municipal de Chancelade de 1989 à 1992, puis depuis 2009.